# Hyperkalcemi
Hyperkalcemi är en ökad kalciumnivå i blodet. Det kan vara en asymptomatisk upptäckt vid andra labbprover, men eftersom höga blodvärden på kalcium oftast indikerar annan sjukdom så bör man försöka ställa en diagnos om problemen består. Orsakerna kan vara överdriven skelettresorption, ökat kalciumupptag i tarmarna eller minskad kalciumutsöndring i njurarna.
Normalt referensintervall för kalcium är 2.15-2.51 mmol/L.

## Symptom och tecken
CNS
- Trötthet
- Förvirring
- Koma
- Psykos

Dehydrering
Neuromuskulärt
- Muskelsvaghet
- EKG-förändringar: kort QT-intervall, breddökad T-våg

Mage och tarm
- Förstoppning
- Dyspepsi
- Pankreatit

Kroniska
- Njursten
- Nefrokalcinos

## Orsaker till hyperkalcemi
| - Primär hyperparartyroidism (PHPT) - Sekundär HPT - Tertiär HPT - Benign familjär hypokalciurisk hyperkalcemi (BFHH) - Litiumbehandling - Paratyroideacancer (PTH-producerande) - Ektopiska PTH-producerande tumörer | - Maligniteter - Granulomatösa sjukdomar - Mjölk-alkalisyndrom - Tyreotoxikos - Immobilisering - Farmaka - D-vitamin - Kalcium - total parenteral nutrition - Tillväxthormon - A-vitamin | - Nedsatt njurfunktion - Addisons sjukdom - Feokromocytom - VIPom - Farmaka - tiazider - litium |